# مارمولک شنی
مارمولک شنی (نام علمی: Lacerta agilis) نام یک گونه از تیره لاسرتا است.

## نگارخانه

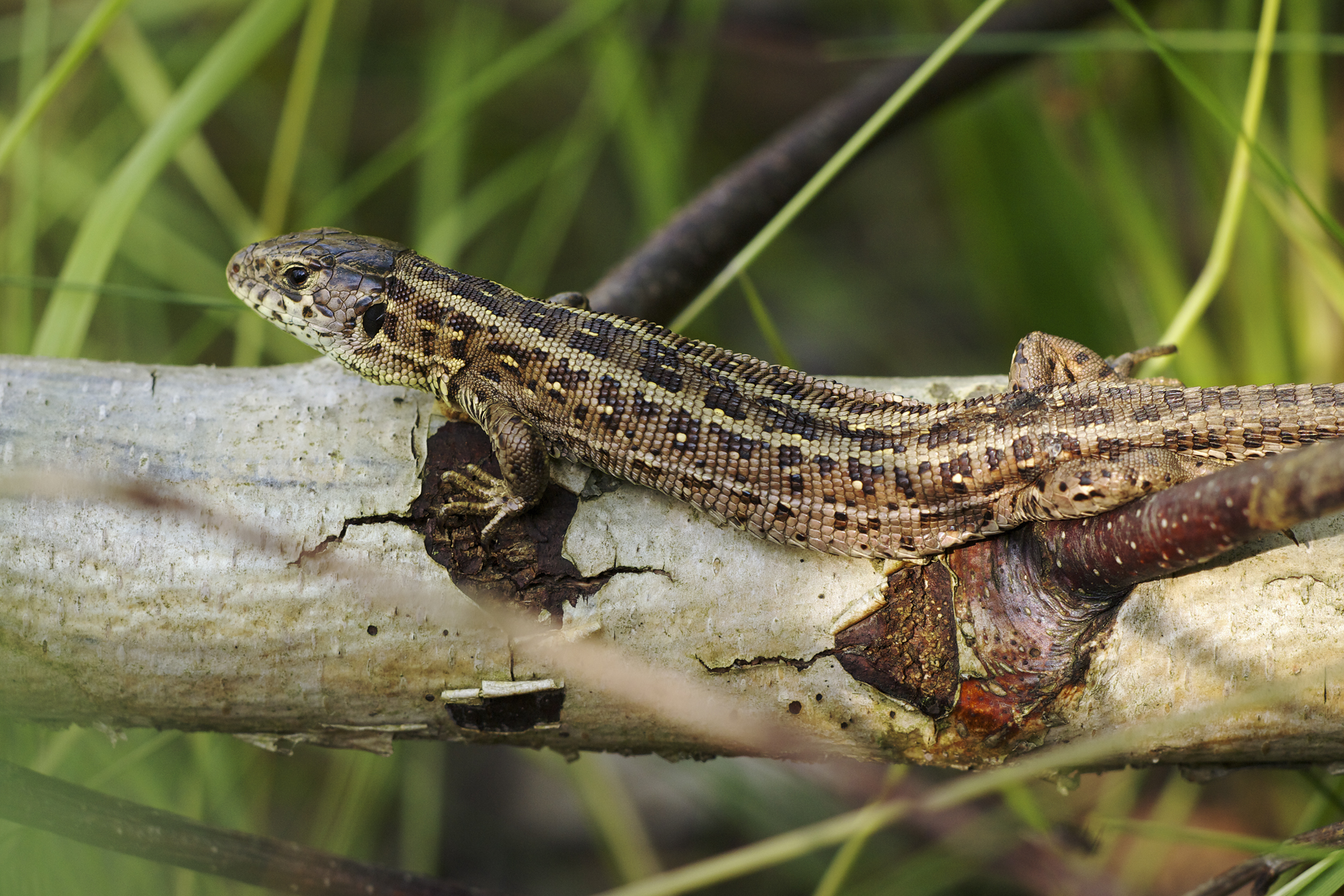
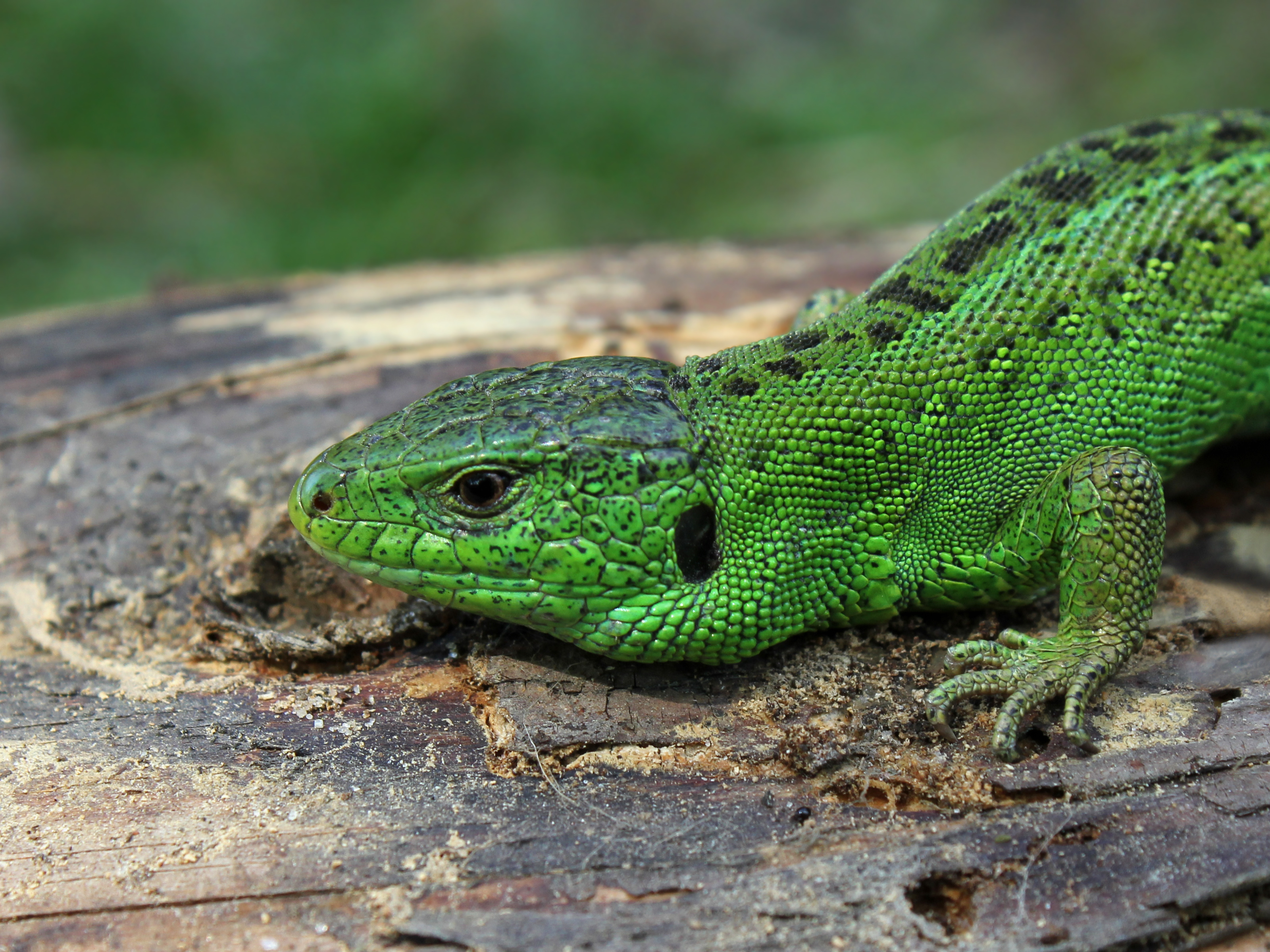
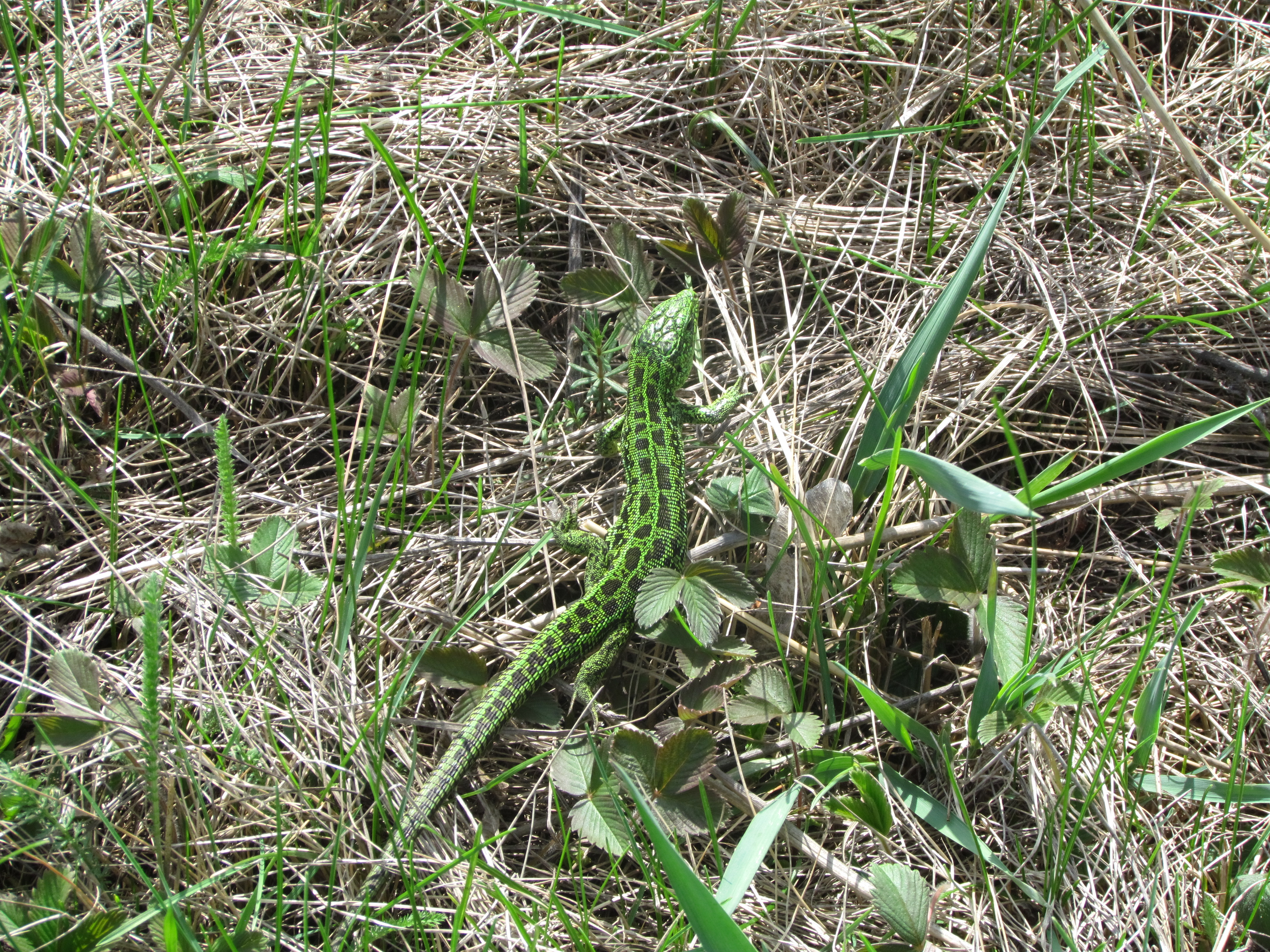
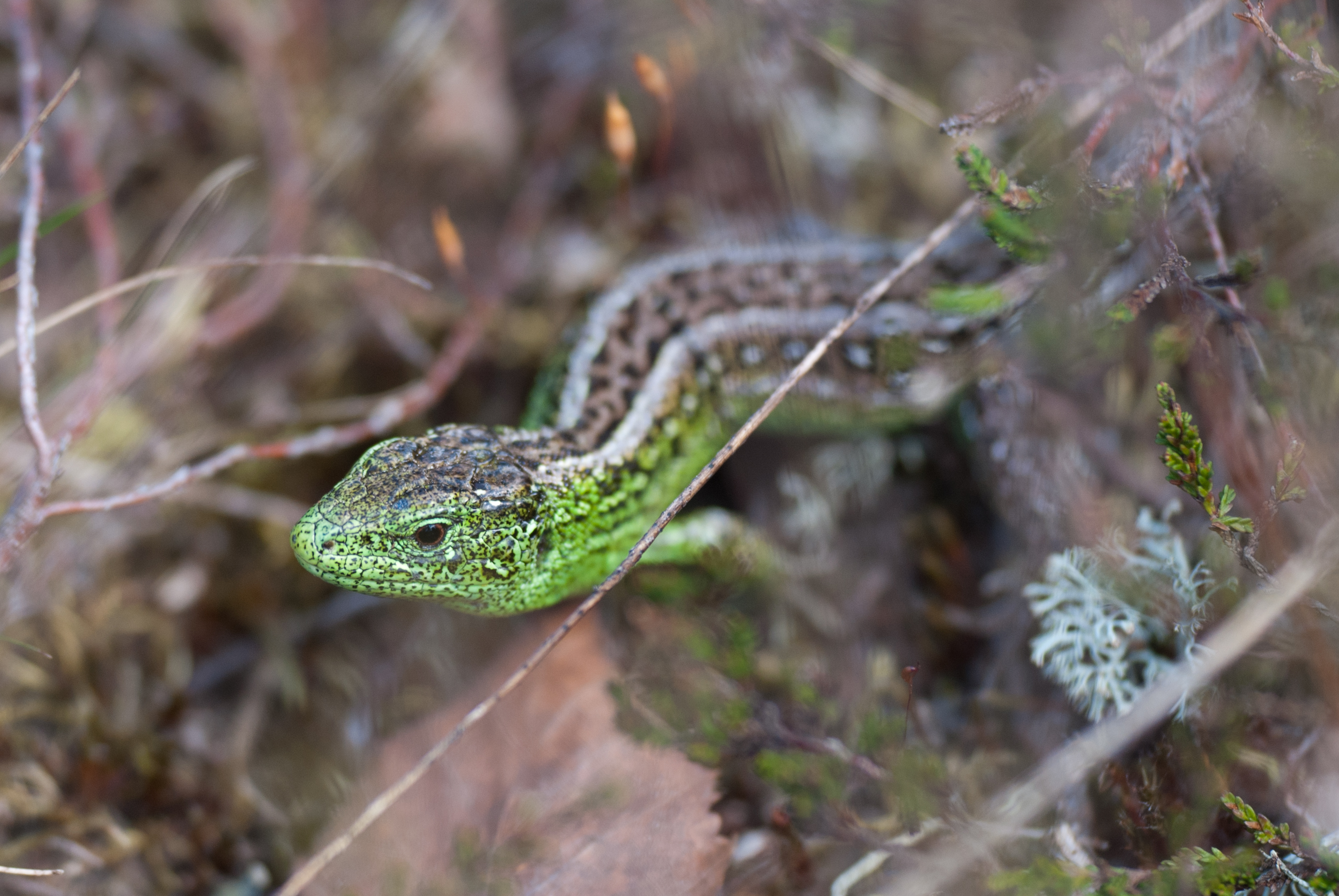
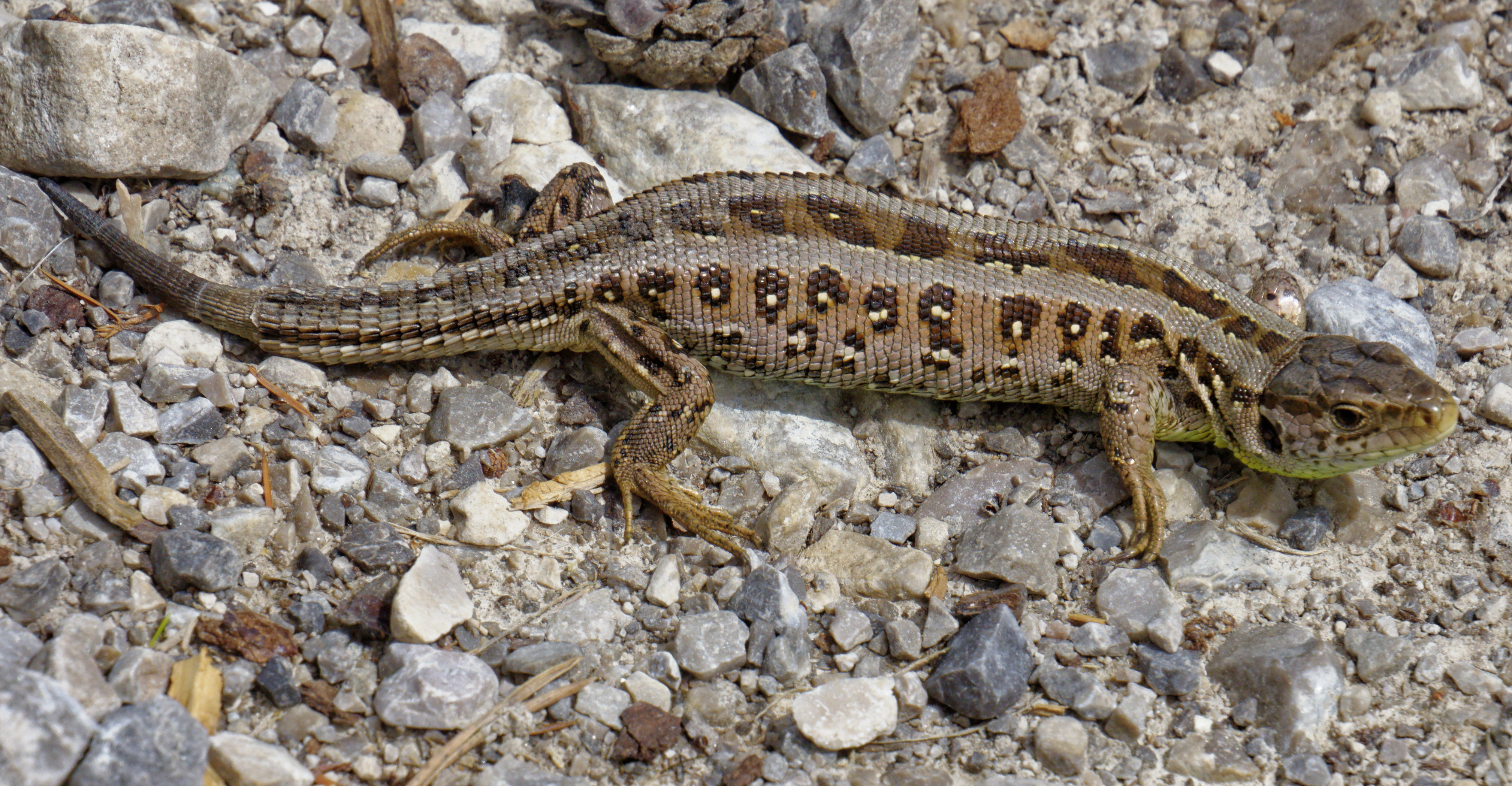